# North Beach (Florida)
North Beach is een plaats (census-designated place) in de Amerikaanse staat Florida, en valt bestuurlijk gezien onder Indian River County.

## Demografie
Bij de volkstelling in 2000 werd het aantal inwoners vastgesteld op 243.

## Geografie
Volgens het United States Census Bureau beslaat de plaats een oppervlakte van
26,8 km², waarvan 8,0 km² land en 18,8 km² water.

## Plaatsen in de nabije omgeving
De onderstaande figuur toont nabijgelegen plaatsen in een straal van 16 km rond North Beach.